# Original Film
Original Film là một hãng sản xuất phim Mỹ do Neal H. Moritz thành lập vào năm 1997.

## Danh sách phim

### Phim điện ảnh
| Năm  | Tựa đề                                    | Ghi chú                   |
| ---- | ----------------------------------------- | ------------------------- |
| 1998 | Reason Thirteen                           | Phim ngắn                 |
| 1998 | The Rat Pack                              | Phim điện ảnh truyền hình |
| 1998 | Urban Legend                              |                           |
| 1999 | Cruel Intentions                          |                           |
| 1999 | Held Up                                   |                           |
| 2000 | Cabin by the Lake                         | Phim điện ảnh truyền hình |
| 2000 | The Skulls                                |                           |
| 2000 | Urban Legends: Final Cut                  |                           |
| 2001 | Shotgun Love Dolls                        | Phim điện ảnh truyền hình |
| 2001 | Saving Silverman                          |                           |
| 2001 | Cruel Intentions 2                        | Direct-to-video           |
| 2001 | The Fast and the Furious                  |                           |
| 2001 | Class Warfare                             | Phim điện ảnh truyền hình |
| 2001 | Return to Cabin by the Lake               | Phim điện ảnh truyền hình |
| 2001 | Soul Survivors                            |                           |
| 2001 | The Glass House                           |                           |
| 2001 | Not Another Teen Movie                    |                           |
| 2002 | Slackers                                  |                           |
| 2002 | The Skulls II                             | Direct-to-video           |
| 2002 | XXX                                       |                           |
| 2002 | Sweet Home Alabama                        |                           |
| 2003 | Vegas Dick                                | Phim điện ảnh truyền hình |
| 2003 | Static                                    | Phim ngắn                 |
| 2003 | 2 Fast 2 Furious                          |                           |
| 2003 | S.W.A.T.                                  |                           |
| 2003 | Out of Time                               |                           |
| 2004 | Torque                                    |                           |
| 2004 | The Skulls III                            | Direct-to-video           |
| 2004 | Cruel Intentions 3                        | Direct-to-video           |
| 2005 | XXX: State of the Union                   |                           |
| 2005 | Devour                                    | Direct-to-video           |
| 2005 | Stealth                                   |                           |
| 2006 | The Fast and the Furious: Tokyo Drift     |                           |
| 2006 | Click                                     |                           |
| 2006 | I'll Always Know What You Did Last Summer | Direct-to-video           |
| 2006 | Gridiron Gang                             |                           |
| 2007 | Evan Almighty                             |                           |
| 2007 | Thành phố chết                            |                           |
| 2008 | Vantage Point                             |                           |
| 2008 | Prom Night                                |                           |
| 2008 | Made of Honor                             |                           |
| 2008 | SIS                                       | Phim điện ảnh truyền hình |
| 2009 | Fast & Furious                            |                           |
| 2010 | Kẻ săn tiền thưởng                        |                           |
| 2011 | Chiến binh bí ẩn                          |                           |
| 2011 | S.W.A.T.: Firefight                       | Direct-to-video           |
| 2011 | Thảm họa Los Angeles                      |                           |
| 2011 | Fast & Furious 5: Phi vụ Rio              |                           |
| 2011 | Đổi vai                                   |                           |
| 2012 | Cớm học đường                             |                           |
| 2012 | Truy tìm ký ức                            |                           |
| 2013 | Jack và đại chiến người khổng lồ          |                           |
| 2013 | Kẻ báo thù                                |                           |
| 2013 | Fast & Furious 6                          |                           |
| 2013 | Đồn cảnh sát ma                           |                           |
| 2014 | Cớm đại học                               |                           |
| 2015 | Fast & Furious 7                          |                           |
| 2015 | Câu chuyện lúc nửa đêm                    |                           |
| 2016 | Người du hành                             |                           |
| 2017 | Fast & Furious 8                          |                           |
| 2017 | S.W.A.T.: Under Siege                     |                           |
| 2017 | Hunter Killer                             |                           |

### Phim truyền hình
| Năm             | Tựa đề       | Ghi chú                      |
| --------------- | ------------ | ---------------------------- |
| 2003–2005       | Tru Calling  | Dưới tên Original Television |
| 2005–2009; 2017 | Prison Break | Dưới tên Original Television |
| 2010–2013       | The Big C    |                              |
| 2013            | Save Me      |                              |
| 2016            | Preacher     |                              |
| 2017            | S.W.A.T.     |                              |
| 2017            | Happy!       |                              |